# Déborah Sananes
Déborah Sananes (Treichville, Costa de Marfil, 26 de octubre de 1995) es una deportista francesa que compite en atletismo. Ganó una medalla de plata en el Campeonato Europeo de Atletismo de 2018, en la prueba de 4 × 400 m.

## Palmarés internacional
| Campeonato Europeo | Campeonato Europeo | Campeonato Europeo | Campeonato Europeo |
| Año                | Lugar              | Medalla            | Prueba             |
| ------------------ | ------------------ | ------------------ | ------------------ |
| 2018               | Berlín (Alemania)  | Medalla de plata   | 4 × 400 m          |